# Saint-André-les-Vergers
Pour les articles homonymes, voir Saint-André.
Saint-André-les-Vergers est une commune française, située dans le département de l'Aube en région Grand Est.
Ses habitants sont appelés les Dryats et les Dryates.

## Géographie
Saint-André-les-Vergers se situe dans l'agglomération troyenne, au sud-ouest de Troyes.

### Topographie
Les-Vergers a été autorisé par décret du 4 février 1919.
Le cadastre de 1828 présente au territoire : le Petit-Aulnay, le champ de l'Aumône, les Barres, la Bouverie, la Briqueterie, les Bruyères, le Buisson-Joffrin, le Champ-des-deux-Eaux, Champrond, Chantecoq, la Chapelle-aux-Blés, la Charme-saint-Michaud, les Charmes, le Chemin-de-la-Reine-Blanche, Cliquat, les Bas et les Hauts-Clos, les Côtes Saint-Bernard et Sebert, Montier-la-Celle, Notre-Dame-des-Prés, les Ormeaux, l'Orme-saint-Frobert, la Planche-au-Maillet.

### Communes limitrophes
| La Rivière-de-Corps | Sainte-Savine           | Troyes               |
| La Rivière-de-Corps | Saint-André-les-Vergers | Troyes               |
| Saint-Germain       | Rosières-près-Troyes    | Rosières-près-Troyes |

### Hydrographie
La commune est dans la région hydrographique « la Seine de sa source au confluent de l'Oise (exclu) » au sein du bassin Seine-Normandie. Elle est drainée par la Vienne, le Fossé 01 de la commune de Saint-André-les-Vergers et la Vieille Vienne,.

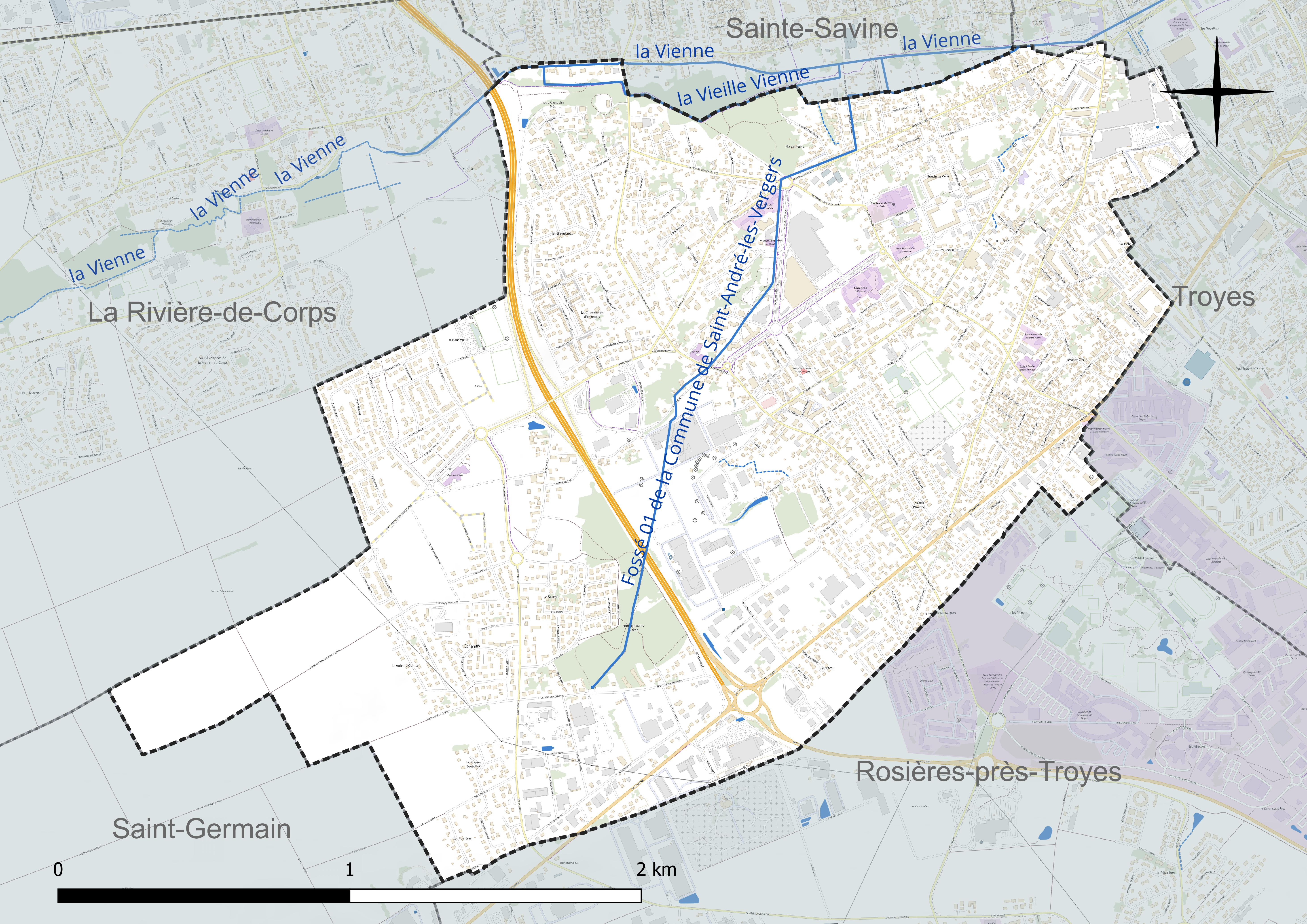
Réseau hydrographique de Saint-André-les-Vergers.

### Climat
Pour des articles plus généraux, voir Climat du Grand Est et Climat de l'Aube.
En 2010, le climat de la commune est de type climat océanique dégradé des plaines du Centre et du Nord, selon une étude du Centre national de la recherche scientifique s'appuyant sur une série de données couvrant la période 1971-2000. En 2020, Météo-France publie une typologie des climats de la France métropolitaine dans laquelle la commune est exposée à un climat océanique altéré et est dans une zone de transition entre les régions climatiques « Nord-est du bassin Parisien » et « Lorraine, plateau de Langres, Morvan ».
Pour la période 1971-2000, la température annuelle moyenne est de 10,6 °C, avec une amplitude thermique annuelle de 15,8 °C. Le cumul annuel moyen de précipitations est de 693 mm, avec 11,5 jours de précipitations en janvier et 7,8 jours en juillet. Pour la période 1991-2020, la température moyenne annuelle observée sur la station météorologique de Météo-France la plus proche, « Saint-Pouange », sur la commune de Saint-Pouange à 6 km à vol d'oiseau, est de 11,5 °C et le cumul annuel moyen de précipitations est de 707,5 mm. 
La température maximale relevée sur cette station est de 42,2 °C, atteinte le 24 juillet 2019 ; la température minimale est de −21 °C, atteinte le 9 janvier 1985,,.
| Mois                                  | jan.            | fév.             | mars           | avril           | mai           | juin           | jui.          | août         | sep.            | oct.            | nov.             | déc.             | année     |
| ------------------------------------- | --------------- | ---------------- | -------------- | --------------- | ------------- | -------------- | ------------- | ------------ | --------------- | --------------- | ---------------- | ---------------- | --------- |
| Température minimale moyenne (°C)     | 0,6             | 0,5              | 2,3            | 4,4             | 8,2           | 11,4           | 13,4          | 13,2         | 9,8             | 7,2             | 3,6              | 1,4              | 6,3       |
| Température moyenne (°C)              | 3,7             | 4,5              | 7,6            | 10,4            | 14,4          | 17,9           | 20,2          | 20           | 16              | 12,1            | 7,2              | 4,4              | 11,5      |
| Température maximale moyenne (°C)     | 6,9             | 8,5              | 12,9           | 16,5            | 20,6          | 24,3           | 27            | 26,8         | 22,3            | 16,9            | 10,8             | 7,4              | 16,7      |
| Record de froid (°C) date du record   | −21 09.01.1985  | −18,7 26.02.1986 | −14,8 01.03.05 | −7,7 09.04.1973 | −2 01.05.1984 | 0,7 05.06.1991 | 4 17.07.1980  | 2 28.08.1974 | −0,5 21.09.1978 | −5,1 20.10.1972 | −11,3 24.11.1998 | −17,8 31.12.1985 | −21 1985  |
| Record de chaleur (°C) date du record | 16,6 05.01.1999 | 21,9 27.02.19    | 24,5 16.03.12  | 29,5 20.04.18   | 34,5 28.05.17 | 38,4 26.06.19  | 42,2 24.07.19 | 41 08.08.03  | 36,3 14.09.20   | 29,6 01.10.1985 | 23,8 08.11.15    | 18,7 16.12.1989  | 42,2 2019 |
| Précipitations (mm)                   | 57,6            | 50,8             | 49,6           | 53,6            | 67,4          | 57,8           | 55,7          | 58,3         | 55,1            | 69,5            | 64,1             | 68               | 707,5     |

| Diagramme climatique                                  |            |             |             |             |              |            |              |             |             |             |          |
| J                                                     | F          | M           | A           | M           | J            | J          | A            | S           | O           | N           | D        |
| 6,90,657,6                                            | 8,50,550,8 | 12,92,349,6 | 16,54,453,6 | 20,68,267,4 | 24,311,457,8 | 2713,455,7 | 26,813,258,3 | 22,39,855,1 | 16,97,269,5 | 10,83,664,1 | 7,41,468 |
| Moyennes : • Temp. maxi et mini °C • Précipitation mm |            |             |             |             |              |            |              |             |             |             |          |

Les paramètres climatiques de la commune ont été estimés pour le milieu du siècle (2041-2070) selon différents scénarios d'émission de gaz à effet de serre à partir des nouvelles projections climatiques de référence DRIAS-2020. Ils sont consultables sur un site dédié publié par Météo-France en novembre 2022.

## Urbanisme

### Typologie
Au 1er janvier 2024, Saint-André-les-Vergers est catégorisée grand centre urbain, selon la nouvelle grille communale de densité à 7 niveaux définie par l'Insee en 2022.
Elle appartient à l'unité urbaine de Troyes, une agglomération intra-départementale dont elle est une commune de la banlieue,. Par ailleurs la commune fait partie de l'aire d'attraction de Troyes, dont elle est une commune du pôle principal,. Cette aire, qui regroupe 209 communes, est catégorisée dans les aires de 200 000 à moins de 700 000 habitants,.

### Occupation des sols
L'occupation des sols de la commune, telle qu'elle ressort de la base de données européenne d’occupation biophysique des sols Corine Land Cover (CLC), est marquée par l'importance des territoires artificialisés (85,9 % en 2018), en augmentation par rapport à 1990 (71,1 %). La répartition détaillée en 2018 est la suivante : 
zones urbanisées (61 %), zones industrielles ou commerciales et réseaux de communication (17,8 %), terres arables (14,1 %), mines, décharges et chantiers (4,6 %), espaces verts artificialisés, non agricoles (2,5 %). L'évolution de l’occupation des sols de la commune et de ses infrastructures peut être observée sur les différentes représentations cartographiques du territoire : la carte de Cassini (XVIIIe siècle), la carte d'état-major (1820-1866) et les cartes ou photos aériennes de l'IGN pour la période actuelle (1950 à aujourd'hui).

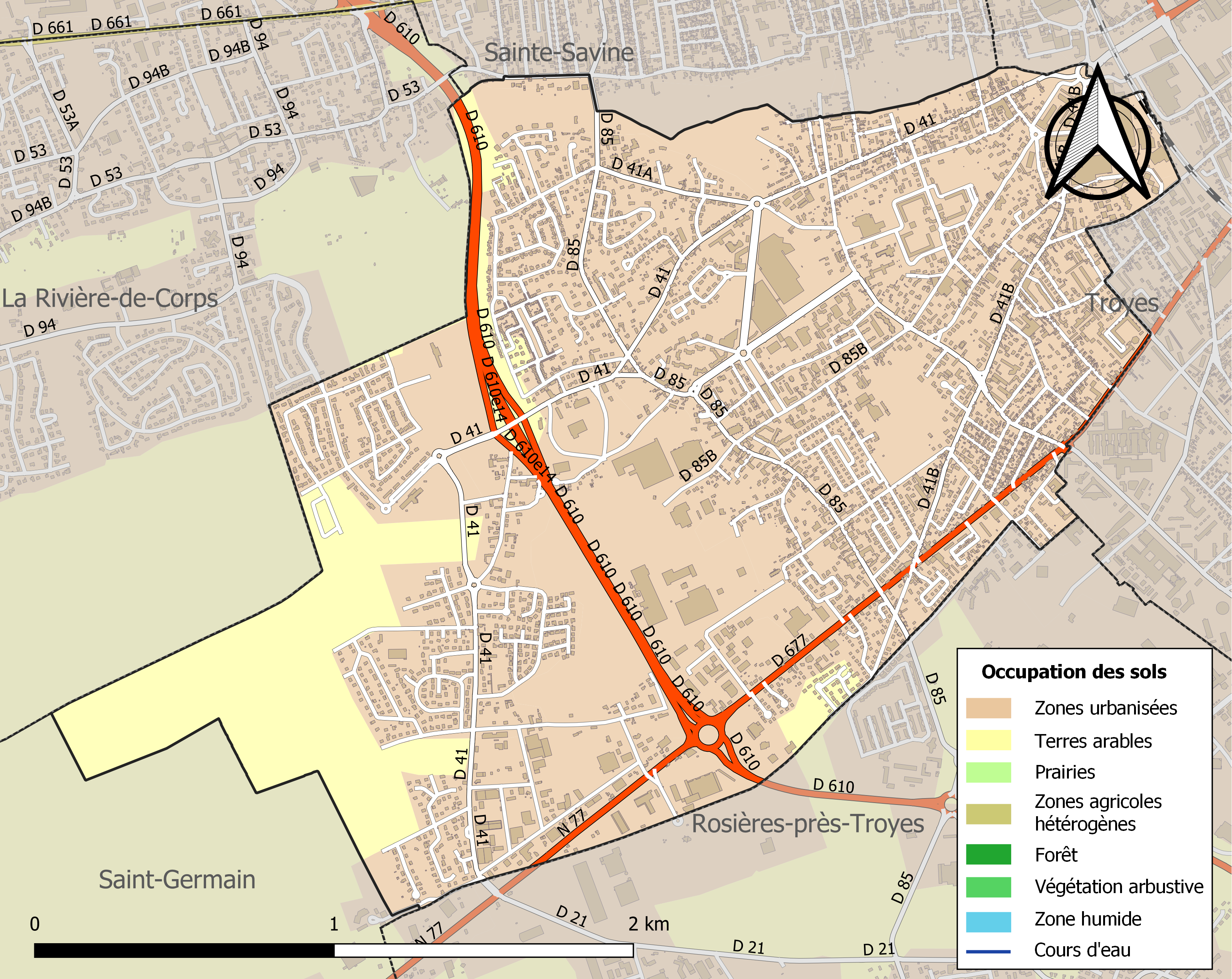
Carte des infrastructures et de l'occupation des sols de la commune en 2018 (CLC).

## Histoire
La voie romaine, de Troyes à Auxerre passe par la commune et a un embranchement vers l'établissement du Vertault par la voie qui peut être le Chemin-des-Lombards.

### Moyen Âge
Sous la direction de saint Frobert, les moines ont fondé l'abbaye Saint-Pierre de Montier-la-Celle, à l'origine du hameau de Montier-la-Celle. Saint-André s'est développé autour de son église du XVIe siècle. Celle-ci présente un portail dit « des maraîchers » orné de guirlandes de fruits et légumes, attestant qu'à cette époque le village était déjà réputé pour la culture des légumes et les produits de ses vergers. Une sentence de l'échevinage de la ville de Troyes voisine accorda aux habitants, le 28 janvier 1559, le droit de marché dans la rue de l'épicerie pour leurs légumes. Le qualificatif « Les Vergers » a été autorisé par un décret du 4 février 1919. Saint-André était situé extra-muros, c'est-à-dire en dehors des fortifications de la ville de Troyes et certains effondrements récents ont prouvé qu'un réseau important de souterrains devait permettre aux occupants de l'abbaye de trouver sécurité à l'intérieur des murs troyens. Durant plusieurs siècles, la commune n'a pas connu d'évolution significative, sa vocation rurale ne permettant pas de trouver une expansion de type industriel et commercial dont Troyes avait alors le monopole.

### XXesiècle
Après la Seconde Guerre mondiale, un nouvel essor a été impulsé à la suite de l'implantation d'une usine fabriquant des poteaux métalliques, les Établissements Petitjean. De même, sur le plan commercial, une grande surface Carrefour a proposé de nouveaux services à l'ensemble de l'agglomération.
De ce fait, un développement important au niveau de l'urbanisme a suscité l'apport d'une population nouvelle très jeune. Des structures d'accueil ont été implantées donnant à Saint-André l'image d'une commune moderne. La construction d'un collège d'enseignement secondaire a donné la possibilité de développer l'enseignement au-delà des écoles primaires déjà construites. Ainsi, on peut noter que la progression de la population s'est effectuée sur un rythme qui s'est accéléré, fortement, dans la 2e partie du XXe siècle.
La progression la plus significative s'est effectuée dans les années 1930 qui ont vu se développer l'industrie textile mécanique suscitant la création d'usines et d'ateliers de confection, de bonneterie en particulier. Aujourd'hui, Saint-André poursuit son développement et assure à ses habitants des équipements culturels, sportifs et sociaux de bonne qualité. Une salle de spectacles de 300 places (l'espace Gérard-Philipe) donne à la commune une dimension nouvelle, dans le cadre de la vocation intercommunale de Troyes Champagne Métropole.

### Échenilly
C'était une communauté qui a rappelé son indépendance par un procès contre les moines de Montier en 1397, ils étaient bourgeois du roi dépendant des dix-sept villes environ Troyes. C'était en 1682, une mairie royale dépendant de Noës, qui devint municipalité pendant la Révolution jusqu'en an III ou elle fut réunie à celle de Saint-André.

## Politique et administration
En 1789, le village est de l'intendance et de la généralité de Châlons de l'élection de Troyes et du bailliage de Troyes ; une partie du territoire était de la Mairie royale de Croncels. Echenilly lui était une communauté séparée. 

### Liste des maires
| Période                                  | Période  | Identité           | Étiquette        | Qualité                                                                       |
| ---------------------------------------- | -------- | ------------------ | ---------------- | ----------------------------------------------------------------------------- |
| 1945                                     | 1958     | Roger Gouaille     |                  |                                                                               |
| 1958                                     | 1989     | Georges Royer      | DVC puis UDF     | Conseiller général (1973-2001)                                                |
| 1989                                     | 2001     | Christian Royer    | PS               |                                                                               |
| mars 2001                                | mai 2020 | Alain Balland      | UMP puis LR, DVD | Maire, vice-président de Troyes Champagne Métropole, conseiller départemental |
| mai 2020                                 | En cours | Catherine Ledouble | DVD              | Maire, conseillère départementale depuis 2021                                 |
| Les données manquantes sont à compléter. |          |                    |                  |                                                                               |

## Établissements scolaires
Il y a 2 écoles primaires publiques : l'école primaire Auguste-Renoir et l'école primaire Montier-la-Celle ; l'école élémentaire Paul-Maitrot, l’école maternelle Paul-Maitrot, l’école maternelle République et l'école maternelle Auguste Renoir.
Il y a un collège public : le collège de la Villeneuve.

## Économie
La ville a longtemps eu une orientation maraîchère pour livrer à Troyes où les habitants avaient droit de marché en la rue de l'Epicerie, actuellement Notre-Dame et à la Belle-Croix, devant l'hôtel de ville.
En 1787 il y avait des compagnons épingliers.

## Démographie

### Évolution démographique
L'évolution du nombre d'habitants est connue à travers les recensements de la population effectués dans la commune depuis 1793. Pour les communes de plus de 10 000 habitants les recensements ont lieu chaque année à la suite d'une enquête par sondage auprès d'un échantillon d'adresses représentant 8 % de leurs logements, contrairement aux autres communes qui ont un recensement réel tous les cinq ans,.

En 2022, la commune comptait 12 695 habitants, en évolution de +4,78 % par rapport à 2016 (Aube : +0,7 %, France hors Mayotte : +2,11 %).
| 1793 | 1800 | 1806 | 1821 | 1831 | 1836 | 1841 | 1846 | 1851 |
| ---- | ---- | ---- | ---- | ---- | ---- | ---- | ---- | ---- |
| 460  | 835  | 841  | 775  | 784  | 809  | 811  | 781  | 820  |

| 1856 | 1861 | 1866 | 1872 | 1876  | 1881  | 1886  | 1891  | 1896  |
| ---- | ---- | ---- | ---- | ----- | ----- | ----- | ----- | ----- |
| 806  | 754  | 796  | 822  | 1 064 | 1 197 | 1 405 | 1 489 | 1 665 |

| 1901  | 1906  | 1911  | 1921  | 1926  | 1931  | 1936  | 1946  | 1954  |
| ----- | ----- | ----- | ----- | ----- | ----- | ----- | ----- | ----- |
| 1 840 | 1 745 | 1 796 | 2 227 | 2 556 | 3 343 | 4 126 | 4 423 | 4 568 |

| 1962  | 1968  | 1975   | 1982   | 1990   | 1999   | 2006   | 2011   | 2016   |
| ----- | ----- | ------ | ------ | ------ | ------ | ------ | ------ | ------ |
| 5 121 | 7 666 | 10 370 | 10 681 | 11 329 | 11 125 | 11 264 | 11 356 | 12 116 |

| 2021   | 2022   | - | - | - | - | - | - | - |
| ------ | ------ | - | - | - | - | - | - | - |
| 12 775 | 12 695 | - | - | - | - | - | - | - |

### Pyramide des âges
En 2018, le taux de personnes d'un âge inférieur à 30 ans s'élève à 36,2 %, soit au-dessus de la moyenne départementale (35,2 %). À l'inverse, le taux de personnes d'âge supérieur à 60 ans est de 27,5 % la même année, alors qu'il est de 27,7 % au niveau départemental.
En 2018, la commune comptait 5 664 hommes pour 6 917 femmes, soit un taux de 54,98 % de femmes, largement supérieur au taux départemental (51,41 %).
Les pyramides des âges de la commune et du département s'établissent comme suit.
| Hommes | Classe d’âge | Femmes |
| ------ | ------------ | ------ |
| 0,6    | 90 ou +      | 1,7    |
| 7,2    | 75-89 ans    | 11,4   |
| 16,9   | 60-74 ans    | 16,7   |
| 17,6   | 45-59 ans    | 17,3   |
| 18,9   | 30-44 ans    | 18,7   |
| 18,8   | 15-29 ans    | 16,3   |
| 20,0   | 0-14 ans     | 17,8   |

| Hommes | Classe d’âge | Femmes |
| ------ | ------------ | ------ |
| 0,8    | 90 ou +      | 2,1    |
| 7,4    | 75-89 ans    | 10,2   |
| 17,4   | 60-74 ans    | 18,4   |
| 19,4   | 45-59 ans    | 19     |
| 17,8   | 30-44 ans    | 17,3   |
| 18,3   | 15-29 ans    | 15,9   |
| 19     | 0-14 ans     | 17,1   |

## Lieux et monuments
- L'église Saint-André de Saint-André-les-Vergers (XVIe siècle), avec son portail des Maraîchers, est un monument classé.
- L'abbaye Notre-Dame-des-Prés.
- L'Abbaye Saint-Pierre de Montier-la-Celle.
- La maison du livre et de la culture (1983) regroupe plus de 25 000 volumes.
- L'espace Gérard-Philipe, théâtre municipal de 301 places construit il y a une dizaine d'années.
- La maison Dick, conçue par l'architecte Jean Nouvel en 1979 et labellisée « Architecture contemporaine remarquable » en 2015[23].

## Personnalités liées à la commune
- Cendrine Dominguez,  animatrice de télévision et de radio.
- Mamadou Niang, footballeur franco-sénégalais ayant vécu à Saint-André[Lequel ?].
- Cédric Sapin-Defour, écrivain et alpiniste, né à Saint-André-les-Vergers.

## Héraldique
|  | Les armes de la ville se blasonnent ainsi : De gueules au chef cousu d’azur, à la crosse brochante d’or, à l’écusson du même au sautoir de sable brochant en abîme sur le tout, accosté de deux clefs adossées aux anneaux en losange pommetés d’argent, surmontées de deux fleurs de lys aussi d’or accostant, en chef la volute de la crosse. |